# Tłoczenie (produkcja oleju)

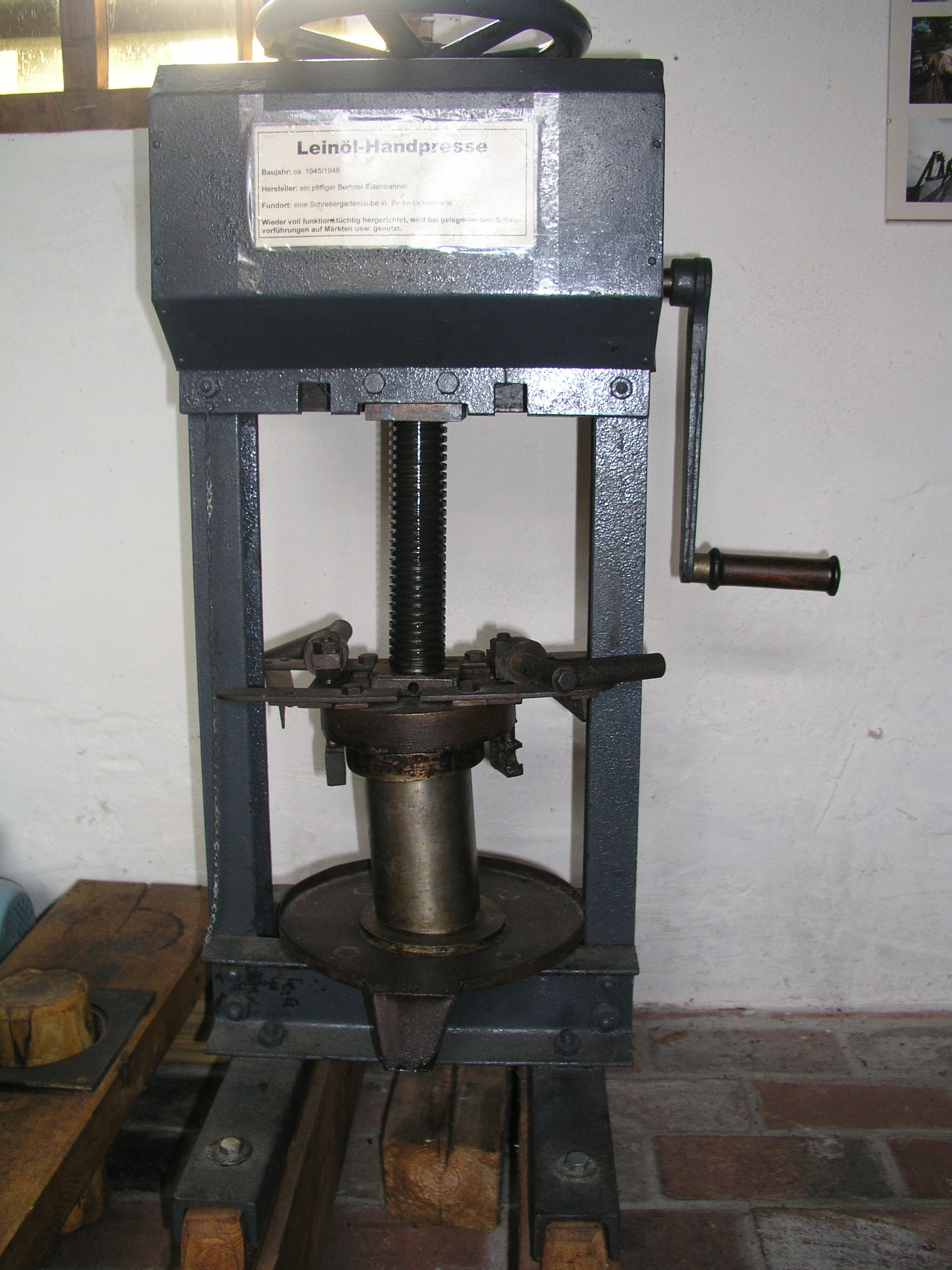
Prasa ręczna do tłoczenia oleju

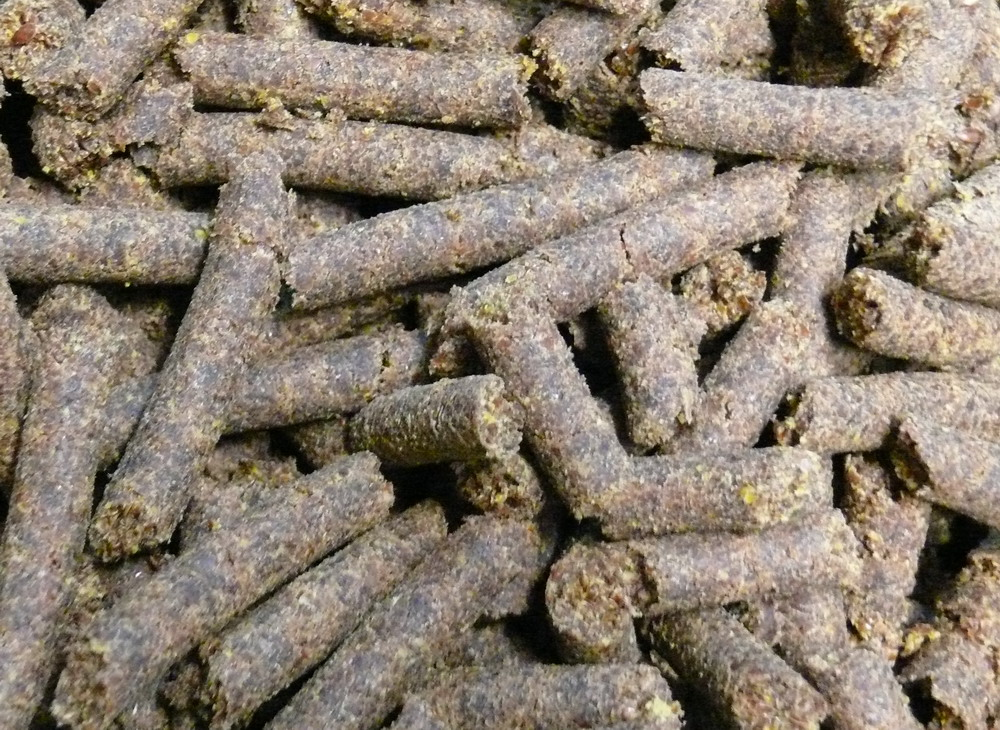
Pozostałości po tłoczeniu tzw. wytłoki mogą stanowić paszę dla zwierząt lub służyć jako paliwo

Tłoczenie – metoda pozyskiwania oleju przez wyciskanie, wygniatanie za pomocą prasy, np. tłoczenie oleju z nasion. Odpadem tłoczenia jest masa stała zwana także wytłokiem.
Etapy produkcji oleju z nasion rzepakowych:
1. obróbka nasion,
2. przygotowanie nasion do przerobu:
  1. rozdrobnienie
  2. kondycjonowanie
3. wydobywanie tłuszczu:
  1. tłoczenie
  2. ekstrakcja

(na tym etapie powstaje olej surowy)
1. oddzielanie rozpuszczalnika od misceli
2. odbenzynowanie śruty
3. rafinacja:
  1. hydratacja i odśluzowanie
  2. odkwaszanie
  3. bielenie
  4. dezodoryzacja (odwonienie),
  5. winteryzacja (odwoskowanie),

(na tym etapie powstaje olej spożywczy)